# Мартін Валь
Мартін Валь (дан. Martin Wahl, 10 жовтня 1749 — 24 грудня 1804) — данський (норвезький) ботанік і зоолог.

## Біографія
Мартін Валь народився 10 жовтня 1749 року у місті Берген. Навчався у Бергені, Копенгагені та вивчав медицину й ботаніку в Уппсальському університеті під керівництвом Карла Ліннея.
Валь здійснив декілька експедицій до Європи та Північної Африки у період між 1783 та 1788 роками.
У 1786 році у Копенгагені Валь став професором товариства природної історії, а з 1801 року до своєї смерті був професором ботаніки в Університеті Копенгагена. Серед його учнів — Натаніел Валліх.
Мартін Валь — редактор XVI—XXI глав ботанічного атласу Флора Даніка (у 1787—1799 роках), I—III частин Symbolæ Botanicæ (у 1790—1794 роках), I—IV частин Eclogæ Americanæ (у 1796—1807 роках) та I—II частин Enumeratio Plantarum (у 1804—1805 роках).
У 1792 році він був обраний іноземним членом Шведської королівської академії наук.
Син Мартіна Валя, Єнс Валь (дан. Jens Laurentius Moestue Vahl, 1796—1854), став ботаніком як і його батько, також займався фармацевтикою.
Мартін Валь помер 24 грудня 1804 року у Копенгагені.

## Вшанування пам'яті
На честь Валя названий рід рослин Vahlia Thunb.(1782) — Валія. Згідно системи класифікації APG II (2003) рід виділений у окрему родину Валієві (Vahliaceae) у складі групи евастериди I.